# Квадратна функция
Квадратна функция в математиката е функция от вида f(x) = ax2 + bx + c, където a ≠ 0, b, c са произволни реални числа.
Квадратната функция е цяла рационална функция.

## Графика и свойства
Графиката на такава функция с реални коефициенти е парабола, която пресича абцисната ос в точки с координати A(x1,0) и B(x2,0), когато дискриминантата {\displaystyle D=b^{2}-4ac} на квадратното уравнение f(x) = 0 е положителна. Числата x1 и x2 са корени на това уравнение и могат да се намерят по формулата
{\displaystyle x_{1,2}={\frac {-b\pm {\sqrt {b^{2}-4ac}}}{2a}}}.
Върхът на параболата е точката с координати (-b/2a, -D/4a), а оста ѝ е правата с уравнение x = -b/2a, която минава през върха и е успоредна на ординатната ос.
Когато коефициентът a е равен на 0, квадратното уравнение f(x) = 0 се свежда до решаване на линейното {\displaystyle bx+c=0}, което при b = 0 няма реални корени, а при b, различно от 0, се получава {\displaystyle x=-{\frac {c}{b}}}.
При коефициент а ≠ 0 и {\displaystyle D=b^{2}-4ac=0} уравнението има един двоен корен, който се изчислява по формулата {\displaystyle x_{1}=x_{2}=-{\frac {b}{2a}}}. В този случай графиката на квадратната функция е парабола, която се допира до абсцисната ос.
Ако дискриминантата на уравнението е отрицателно число, уравнението има само комплексни корени.
За а = 1, b = c = 0 графиката на степенната функция f (x) = x 2 е парабола в нормален вид и върхът ѝ съвпада с координатното начало. Тя е разположена симетрично спрямо ординатната ос и е отворена към нейната положителна посока.
При a ≠ 1 графиката на функцията f (x) = а x 2 е свита или разтегната относно нормалата парабола в зависимост от това дали a > 1, или a < 1. Когато a < 0, графиката е огледално отразена спряма абсцисната ос. Графиката на функцията f (x) = x2 + c се получава от параболата в нормален вид чрез преместване на |c| единици в положителна или отрицателна посока в зависимост от знака на с.
Дефиниционната област на квадратната функция f(x) се разпада на два интервала на монотонност.
При a > 0 квадратната функция е намаляваща в интервала (-∞, -b/2a] и е растяща в интервала [-b/2a, ∞). Във всеки от тези интервали квадратната функция има по една обратна функция. Най-малката стойност на функцията е f(-b/2a).
При a < 0 функцията е растяща в интервала (-∞,-b/2a] и е намаляваща в интервала [-b/2a, ∞). Най-голямата стойност на функцията е f(-b/2a).

## Разлагане на линейни множители
Когато квадратният тричлен ax2 + b x + c има реални корени x1, x2, т.е. когато D ≥ 0, той може да се разложи на линейни множители с реални коефициенти:
{\displaystyle ax^{2}+bx+c=a(x-x_{1})(x-x_{2})}.
При x1 = x2, т.е. при D = 0, имаме
{\displaystyle ax^{2}+bx+c=a(x-x_{1})^{2}}.
Когато квадратният тричлен няма реални корени, той не може да се представи като произведение на линейни множители с реални коефициенти.